# دودي سميث
دودي سميث (بالإنجليزية: Dodie Smith)‏ (3 مايو 1896 - 24 نوفمبر 1990)، هي كاتِبة مُتخصِّصة في أدب الأطفال، سيناريست، كاتبة مسرحية وروائية بريطانية.

## روابط خارجية
- دودي سميث على موقع IMDb (الإنجليزية)
- دودي سميث على موقع ميوزك برينز (الإنجليزية)
- دودي سميث على موقع أول موفي (الإنجليزية)
- دودي سميث على موقع قاعدة بيانات برودواي على الإنترنت (الإنجليزية)
- دودي سميث على موقع قاعدة بيانات برودواي على الإنترنت (الإنجليزية)
- دودي سميث على موقع قاعدة بيانات الفيلم (الإنجليزية)
- دودي سميث على موقع كينوبويسك (الروسية)